# Mark DiSalle
Mark DiSalle est un acteur, producteur, scénariste et réalisateur américain.

## Filmographie

### comme acteur
- 1988 : Bloodsport - Tous les coups sont permis (Bloodsport) : Boxeur
- 1989 : Kickboxer : U.S. Reporter
- 1990 : Coups pour coups (Death Warrant) : Con Food Server
- 1991 : L'Arme parfaite (The Perfect Weapon) : The Coach
- 1993 : Street Knight (en) : Security Guard

### comme producteur
- 1988 : Bloodsport - Tous les coups sont permis (Bloodsport)
- 1989 : Kickboxer
- 1990 : Coups pour coups (Death Warrant)
- 1991 : L'Arme parfaite (The Perfect Weapon)
- 1993 : Street Knight (en)
- 2016 : Joyeuse fête des mères

### comme scénariste
- 1991 : L'Arme parfaite (The Perfect Weapon)
- 1991 : Kickboxer 2

### comme réalisateur
- 1989 : Kickboxer
- 1991 : L'Arme parfaite